# 53 a.C.
Il 53 a.C. (LIII a.C. in numeri romani) è un anno  del I secolo a.C.

## Eventi
- Battaglia di Carre in Asia. L'esercito dei Parti di Orode II, comandato da Surena, distrugge le legioni di Marco Licinio Crasso (il quale muore nella battaglia). Le insegne verranno restituite ad Ottaviano Augusto, dopo un'intensa azione diplomatica, dal successore Fraate IV.
- Cicerone è nominato augure.
- Giulio Cesare inizia la guerra contro Vercingetorige, capo degli Arverni, il quale aveva assunto il controllo di molte tribù galliche desiderose di riconquistare la propria libertà. La guerra finirà soltanto l'anno dopo, con la vittoria di Cesare ad Alesia.

## Morti
- 9 giugno - Publio Licinio Crasso, politico e generale romano
- Abgar II, sovrano siriaco
- Catuvolco, principe gallo
- Marco Licinio Crasso, politico e militare romano
- Induziomaro, principe gallo
- Gaio Scribonio Curione, politico e generale romano